# Ns'あおい
『Ns'あおい』（ナースあおい）は、こしのりょうによる日本の漫画作品。N'sは誤表記。『モーニング』（講談社）にて連載された。単行本は全32巻（講談社モーニングKC）。前日譚として『Ns’あおい those days』（上下巻）がある。

## あらすじ
世間で言われる「理想の看護師」を体現したような美空あおい。患者のことを第一に考えるあおいが、周りを巻き込みながら仕事に励む姿を描く。
清天会総合病院の救急救命センターに勤務していたあおいは、看護師として決してやってはいけないことをしてしまい、系列病院のあかね市民病院へ転属となる。そこで、あおいの指導看護師となった小峰は「この病院ヤバイから」とあおいに釘を刺す。

## 登場人物
名前の横の（Call.-）は、初登場時の話数。

### 主人公
美空 あおい（みそら あおい）（Call.1）
23歳。山形県出身。清天看護専門学校卒業（20歳）後、看護師の資格を取り、清天会総合病院の救急救命センターに配属された。系列病院の「あかね市民病院」に転勤させられ、内科に配属される。3年目ではあるが、救急救命にいた経験から、同期の看護師たちよりは、知識や技術を有する。高校3年生の夏、母親がクモ膜下出血で死亡する。その時の看護師の対応がきっかけで自分も看護師を目指すようになる。
救命センターにいた頃、交通事故で骨折した患者の転院に付き添った際、搬送車内で患者が呼吸停止してしまう。放っておけず、医師の電話越しの指示の下、気管挿管をする。患者は命を取り留め、周りも黙認ということで一致したが、東条の内部告発によりセンターを辞めざるを得なくなる。
国語が苦手なようで、単語はもちろんことわざをよく間違える。（例：心底→シンコソ、人の噂も二十五日、郷に入れば郷にシバかれるなど）

### あかね市民病院

#### 看護師
小峰 響子（こみね きようこ）（Call.1）
あおいの指導を任される内科の看護師。「この病院やばい」とあおいに忠告する。クールで、患者からは「仕事はできるけど恐い」と言われる。
シングルマザーで、長男タクと2人暮らし。以前は似駒大学付属病院で働いていたが、託児施設が整っていなかったため、24時間保育をしているあかね市民病院へ来た。
大月 美奈（おおつき みな）（Call.2）
内科の主任看護師。スタッフのことを考え、夜勤や残業が他より多かったため、過労で倒れたこともある。
緑川 雅子（みどりかわ まさこ）（Call.1）
内科師長。中間管理職として苦労が絶えない。
泉田 てる（いずみだ てる）（Call.1）
全看護師を統括する総師長。
北沢 浩一（きたざわ こういち）（Call.17）
看護助手時代は音楽を聞きながら仕事をするなど、勤務態度は極めて不真面目だった。バンド命で、看護学校に通うのも親の手前仕方なくだったが、あおいと出会ったことで変わっていく。准看護師の資格を取得し、あかね市民病院の内科病棟に戻って来る。
川原 亜美（かわはら あみ）（Call.18）
清天会の系列病院に配属されたが、4ヶ月であかね市民病院へ。ドジで薬や点滴の取り違え、「ドジ」という言葉だけでは済まされないミスも。明るさだけが取り柄。准看護師ということで、不遇な対応を受けることもある。
早乙女 みゆき（さおとめ みゆき）
以前、あかね市民病院に主任看護師として勤務していた。夜間のみのパート勤務で復帰。看護師としては勤務怠慢気味。肥大型心筋症を患っている。売れない年下の劇団員の彼氏と、前夫の連れ子を養っている。

#### 医師
田所 義男（たどころ よしお）（Call.2）
内科の副部長。専門は消化器。地位と名声のある患者（1日10万円する特別室の患者）のみ時間を掛けてきちんと診察する。
浜松 平助（はままつ へいすけ）（Call.2）
内科部長。専門は糖尿病。かつら (装身具)を使用しており、太っている。看護師を「オマエ」呼ばわりし、お茶くみや雑用を頼む。
高樹 源太（たかぎ げんた）（Call.2）
循環器科の医師。セクハラ大魔王。バツイチ。医局のしがらみに縛られない自由人。しかし、腕はピカイチ。あおいが最も信頼を置く医師の一人。
福原 春正（ふくはら はるまさ）（Call.8）
整形外科の医師。君嶋のことで、あおいを見下げている。高樹の後輩。患者とトラブルを起こし、北海道夕暗町の病院へ異動。
進堂（しんどう）（Call.11）
神経内科の医師。名前のみ。
花岡（はなおか）（Call.14）
内視鏡検査のベテラン。名前のみ。
大倉 順也（おおくら じゅんや）（Call.11）
あかね市民病院の副院長。居酒屋で若い女といるところをあおいに見られており、弱みを握られていると思っている。
江藤 誠（えとう まこと）
医者一家に生まれる。自身以外は兄弟全員一流大学の出身。3浪して大学入学、1留し、医師国家試験にも2回落ち、33歳で医師1年目。どうやって国家試験に受かったのかと看護師たちに疑問視されるほど、医師としての能力は低い。耳を触る癖がある。その際「むにゅむにゅ」という効果音がつく。田所の後輩。
緒田 桐人（おだ きりひと）（Call.38）
救命センター設立計画に伴い、主都大学医学部付属病院からあかね市民病院へ。専門は循環器内科。医師としてはかなり優秀で、あおいの真摯な姿にも惹かれていく。病院の状況改善に努め、一部の医師仲間からは煙たがられるが、緒田の訴えで電子カルテの導入が実現する。

#### その他職員
宝田 俊夫（たからだ としお）（Call.2）
あかね市民病院の事務長。売り上げ第一主義。
片桐 勇（かたぎり いさむ）（Call.13）
放射線科のレントゲン技師。酔っ払って自転車で転んだ時にあおいと出会う。かつら (装身具)を妻（美人）に隠していたが、怪我でばれてしまった（妻は実は知っていた）。妻をハニーと呼ぶ愛妻家。
助川 陽子（すけかわ ようこ）・角田 幸恵（かくた ゆきえ）（Call.17）
看護助手。おばさんで、噂話が大好き。

### 清天会総合病院
小西 明美（こにし あけみ）（Call.11、名前はCall.1から）
清天会総合病院の救急救命センター勤務。あおいとは清天看護専門学校時代からの親友で、同期。
金城 靖幸（かねしろ やすゆき）
大学生時代、山形の美空一家の隣部屋に下宿しており、高校生だったあおいの家庭教師をし、あおいの母親に食事面などで世話になっていた。（東京出身だが、山形の大学にしか合格出来なかったため）。清天会総合病院救急救命センターに転勤。後に小西明美と結婚する。
佐山 勇次郎（さやま ゆうじろう）
救命センター長。あおいを庇いきれなかったことを後悔している。
東条（とうじょう）
脳外科から救急救命センターに転属になった。輸血の処置のミスで医師能力の低さを露呈してしまい、輸血を頼んだあおいを逆恨みする。あおいが気管挿管したことを内部告発し、自身はアメリカへ留学という形で職を辞した。

### その他
梅沢 トミ（うめざわ トミ）（Call.2）
あおいの父方の祖母。検査入院のため、あかね市民病院へ。田所に胃潰瘍と診断されるが、心筋梗塞を起こす。あおいの素早い判断と高樹の処置により、一命を取り留める。
谷村（たにむら）（Call.6）
食欲不振と脱水症状で入院。孫の受験、家族の海外旅行など、家族の都合で度々入院させられる。息子は県議会議員。
君嶋（きみしま）（Call.8）
右脚大腿骨骨折で入院。整形外科が満床のため、内科の病室へ。パン屋を経営していた。息子の嫁が毎日のように見舞いに来るが、非常に偽善的。リハビリの途中、階段から転落、今度は左脚を骨折。
真行寺 十三（しんぎょうじ じゅうぞう）
バイクで転倒し、打撲。痴呆の初期症状と診断された患者の症状に疑問を持ち、あおいに忠告。主都大学医学部名誉教授で浜松の大学の大先輩。内分泌の分野では世界的権威。江藤家と親しく、江藤誠を「マー坊」と呼ぶが、素直さだけは買っている。
美空 草太（みそら そうた）
あおいの弟。高校生。野球部のエースで甲子園を目指している。
美空 晴美（みそら はるみ）
あおいの母。あおいが高校3年生の夏、クモ膜下出血（43歳）で死去。

## テレビドラマ
2006年1月から3月にフジテレビ系列で連続テレビドラマ化された。また、同年9月26日にスペシャル版として『Ns'あおい スペシャル 桜川病院最悪の日』が放送された。

## 書籍情報
| 1. 2004年7月23日 2. 2004年10月22日 3. 2005年1月21日 4. 2005年4月22日 5. 2005年6月23日 6. 2005年8月23日 7. 2005年11月22日 8. 2006年1月23日 9. 2006年3月23日 10. 2006年5月23日 11. 2006年7月21日 12. 2007年2月23日 13. 2007年4月23日 14. 2007年6月22日 15. 2007年8月23日 16. 2007年10月23日 17. 2008年1月23日 18. 2008年3月21日 19. 2008年6月23日 20. 2008年8月22日 21. 2008年10月23日 22. 2009年1月23日 23. 2009年3月23日 24. 2009年5月22日 25. 2009年7月23日 26. 2009年9月23日 27. 2009年11月20日 28. 2010年2月23日 29. 2010年4月23日 30. 2010年6月23日 31. 2010年8月23日 32. 2010年11月22日 | ISBN 978-4-06-328967-1 ISBN 978-4-06-328988-6 ISBN 978-4-06-372409-7 ISBN 978-4-06-372427-1 ISBN 978-4-06-372447-9 ISBN 978-4-06-372458-5 ISBN 978-4-06-372476-9 ISBN 978-4-06-372489-9 ISBN 978-4-06-372504-9 ISBN 978-4-06-372517-9 ISBN 978-4-06-372535-3 ISBN 978-4-06-372577-3 ISBN 978-4-06-372588-9 ISBN 978-4-06-372605-3 ISBN 978-4-06-372621-3 ISBN 978-4-06-372632-9 ISBN 978-4-06-372657-2 ISBN 978-4-06-372670-1 ISBN 978-4-06-372706-7 ISBN 978-4-06-372724-1 ISBN 978-4-06-372738-8 ISBN 978-4-06-372767-8 ISBN 978-4-06-372778-4 ISBN 978-4-06-372796-8 ISBN 978-4-06-372814-9 ISBN 978-4-06-372829-3 ISBN 978-4-06-372848-4 ISBN 978-4-06-372875-0 ISBN 978-4-06-372896-5 ISBN 978-4-06-372908-5 ISBN 978-4-06-372927-6 ISBN 978-4-06-372948-1 | Call.1 - Call.8 Call.9 - Call.18 Call.19 - Call.29 Call.30 - Call.38 Call.39 - Call.47 Call.48 - Call.56 Call.57 - Call.65 Call.66 - Call.74 Call.75 - Call.83 Call.84 - Call.92 Call.93 - Call.101 Call.102 - Call.110 Call.111 - Call.119 Call.120 - Call.128 Call.129 - Call.137 Call.138 - Call.146 Call.147 - Call.155 Call.156 - Call.164 Call.165 - Call.173 Call.174 - Call.182 Call.183 - Call.191 Call.192 - Call.200 Call.201 - Call.209 Call.210 - Call.218 Call.219 - Call.227 Call.228 - Call.236 Call.237 - Call.245 Call.246 - Call.254 Call.255 - Call.263 Call.264 - Call.272 Call.273 - Call.281 Call.282 - Call.290 |